# Affaire Caylee Anthony
Pour les articles homonymes, voir Anthony.
L'affaire Caylee Anthony est le meurtre de Caylee Marie Anthony (9 août 2005 - 16 juin 2008), née à Orlando, Floride, (États-Unis), dont les restes ont été découverts le 11 décembre 2008 dans une forêt près du domicile de la famille Anthony, attirant l’attention nationale sur le cas.
Le 24 mai 2011, le procès de l’État de la Floride contre sa mère, Casey Anthony, pour meurtre au premier degré débute. Casey Anthony, la mère de Caylee, est accusée du meurtre au premier degré de sa fille alors âgée d’à peine trois ans. Elle aurait pu être condamnée à la peine de mort si elle avait été reconnue coupable. Casey Anthony est acquittée le 5 juillet 2011. Les passions qui se déchaînent pendant le procès amènent le magazine Time à qualifier celui-ci de « procès du siècle sur les réseaux sociaux » (« social-media trial of the century »).
Le comportement de Casey Anthony, la mère de la petite Caylee, a été très fortement critiqué dans la mesure où elle n'a pas informé les autorités de la disparition, ni du décès, de sa fille pendant 31 jours. À la suite de ces critiques, une loi, baptisée de façon informelle « loi Caylee (en) », a été votée dans plusieurs États américains, faisant obligation aux parents de prévenir les autorités en cas de disparition ou de mort de leur enfant.

## Accusations
Une fois la disparition de Caylee Anthony signalée par sa grand-mère Cindy Anthony en juillet 2008, Casey Anthony commence une série de mensonges. À cette époque, l’espoir de retrouver Caylee vivante existe toujours. Casey est arrêtée pour la première fois le 16 juillet 2008 et se voit refuser sa libération sous caution. À cet effet, le juge John Jordan dit à Casey : « vous avez laissé votre enfant de deux ans avec une personne qui n’existe pas dans un appartement que vous ne pouvez pas identifier et vous avez menti à vos parents à propos de l’endroit où elle se trouvait. Vous vous êtes si peu souciée d'elle. » Elle est alors accusée et détenue pour négligence envers son enfant, avoir émis une fausse déposition et obstruction à une enquête criminelle. Casey est également accusée de fraude, de larcin et d’utilisation criminelle d’information personnelle. Dès lors, le domicile des Anthony est passé au peigne fin et la voiture que conduisait Casey lors de la disparition de Caylee est saisie par la police. Une conférence de presse est tenue par l’avocat de la défense pour dissiper les doutes et une récompense est offerte pour le retour sain et sauf de Caylee, récompense qui ne cessera d’augmenter au fil du temps.
Le 21 août 2008, Casey est libérée de prison après qu’un chasseur de primes californien a payé la caution de 500 000 $. Le 27 août, un test détecte de la décomposition dans la voiture de Casey et deux jours plus tard, sa libération sous caution est abrogée, la forçant à retourner en prison. Libérée peu de temps après, elle y retourne à nouveau le 15 septembre, toujours sous les accusations de fraude, vol, négligence et obstruction à la justice. Bien qu’aucun corps n’ait été retrouvé encore, Casey est formellement accusée de meurtre au premier degré, de maltraitance grave sur mineur, d’homicide grave, et quatre chefs d’accusation pour avoir menti aux investigateurs par rapport à la disparition de sa fille. Casey est arrêtée à nouveau, mais cette fois, aucune libération sous caution n’est possible. En novembre, un juge refuse de traiter les accusations de fraude en premier et énonce que le procès pour meurtre au premier degré de Casey Anthony se tient en premier, dès janvier 2009. Dès lors, la défense dépose un document de 30 pages allant à l’encontre de la peine de mort, évoquant certains problèmes avec les preuves recueillies et argumentant que le cas ne répond pas aux critères d’admissibilité de l’État pour obtenir la peine de mort. Le 11 décembre 2008, les restes de la petite Caylee sont retrouvés dans une forêt non loin du domicile familial des Anthony. Après cette découverte, les analyses se poursuivent, les deux parties préparent leur cas et après quelques jours de sélection du jury, le procès de l’État de la Floride contre Casey Marie Anthony pour le meurtre au premier degré de Caylee Marie Anthony débute le 24 mai 2011.

## Théories

### Casey Marie Anthony

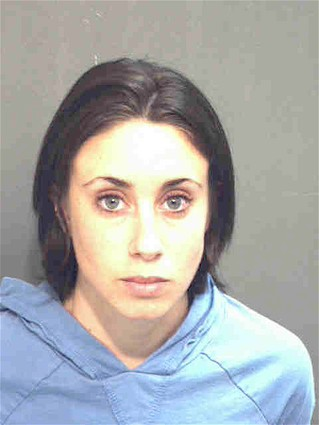
Photo d'identité judiciaire de Casey Anthony.

Le 15 juillet 2008, lorsque Cindy Anthony, la grand-mère de l'enfant, téléphone au 911 pour signaler la disparition de Caylee, Casey Marie Anthony prend l’appareil et affirme aux services d’urgence que la nounou de sa fille, Zenaida Fernandez-Gonzalez, a enlevé Caylee, 31 jours auparavant et qu’elle n’a pas été en mesure de localiser son enfant, malgré ses recherches frénétiques. Elle dit ne pas avoir alerté la police auparavant parce qu’elle avait un certain contact avec la nounou et qu’elle avait peur des répercussions négatives que le fait d’alerter la police aurait pu avoir.

### Procureur
La théorie des procureurs est simple : compte tenu des preuves recueillies et, entre autres, de la présence d'une quantité élevée de chloroforme dans la voiture que conduisait Casey Anthony à l’époque, et de ruban adhésif retrouvé sur le crâne, les procureurs affirment que Casey Anthony a administré du chloroforme à Caylee avant de l'étouffer en lui apposant du ruban adhésif sur la bouche et au niveau du nez. Casey aurait par la suite gardé le corps en décomposition dans le coffre de la voiture familiale avant de s’en débarrasser dans une forêt non loin du domicile familial.

### Défense
Lorsque le procès débute, la défense énonce une théorie allant à l’encontre des affirmations faites par Casey en 2008. La théorie de la défense veut que Caylee se soit noyée dans la piscine familiale chez ses grands-parents après quoi George, le grand-père de cette dernière, furieux de la négligence de sa propre fille, aurait aidé Casey à dissimuler le tout en disposant le corps dans une forêt près du domicile familial.

## Arrestation et procès

### Arrestation
À partir du 15 juillet, Cindy Anthony, la mère de Casey, téléphone au 911 (urgences) à trois reprises. Lors des deux premiers appels, elle dit vouloir faire arrêter sa fille, Casey, pour vol de voiture et d’argent. Lors du troisième appel, Cindy rapporte la disparition de Caylee pour la première fois. Les enquêteurs découvrent que Casey leur a menti à propos de son emploi du temps et d’autres détails concernant la disparition de sa fille. Casey est alors arrêtée et accusée de négligence envers son enfant, de fausse déclaration officielle et d’obstruction à l’enquête. Deux jours plus tard, première apparition devant la cour pour Casey Anthony. Le juge nie alors un lien, déclarant que Casey a montré une indifférence déplorable quant au bien-être de son enfant. Le bureau du shérif rassemble des pièces à conviction concernant l'affaire dans la voiture que conduisait Casey Anthony. L’avocat de Casey Anthony, Jose Baez, envoie une lettre au bureau du shérif d'Orange County qui établit que lui et sa cliente sont prêts à coopérer entièrement avec les forces de l’ordre. Casey Anthony réapparaît devant la cour pour sa caution. Compte tenu des mensonges et du fait qu’aucune information pertinente n’est donnée par Casey, cette caution est établie à 500 000 dollars. George Anthony, le père de Casey, enregistre un message avec la Never Lose Hope Foundation (Fondation « ne jamais perdre espoir ») qui est envoyé aux lignes téléphoniques de milliers de résidents locaux à travers la Floride.

### Enquête

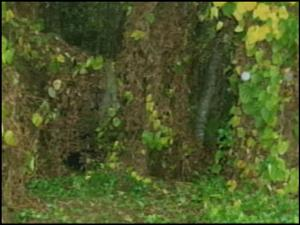
Scène de crime. Endroit dans lequel le corps de Caylee Anthony a été retrouvé.

Cindy, la mère de Casey, explique aux médias que Caylee aurait été vue en Géorgie avec quelqu’un qui s’en allait en Caroline du Nord. La police s’y rend mais ne voit aucune preuve pour justifier l’affirmation. La famille de Casey lui rend visite en prison. Casey téléphone à son frère à partir de la prison et lui mentionne qu’elle a le sentiment que Caylee va bien. Elle accepte de travailler avec le FBI pour établir un portrait-robot de Zenaida Fernandez-Gonzalez, la nounou qui aurait supposément enlevé Caylee durant le mois de juin 2008. Le frère de Casey, Lee, lui rend visite en prison. L’avocat de Casey essaie d’obtenir une motion empêchant la publication de séquences audio et vidéo de conversations tenues entre Casey et sa famille en prison. Le juge Stan Strickland refuse la motion de l’injonction pour protection. Un ancien détenu ayant côtoyé Casey dit aux investigateurs que Casey lui aurait mentionné que Caylee était avec un ancien petit ami. Le bureau du Shérif enquête sur cet élément mais n’en tient pas compte car les détails de ladite conversation ne peuvent être vérifiés. L’avocat général de Floride, Bill McCollum, refuse une demande d’appel de l’avocat Baez par écrit. Dans l’espoir de mieux comprendre le psychisme de Casey Anthony, la Dr Deborah Schurman-Kauflin, renommée dans le profilage criminel et ayant plus de vingt ans d’expérience dans le domaine, est engagée. Casey Anthony demande également que sa famille immédiate seulement puisse lui rendre visite en prison.
En août 2008, les enquêteurs se rendent au domicile des Anthony. Environ cinq minutes plus tard, ils en sortent avec deux larges sacs de papier. Des rumeurs courent selon lesquelles les procureurs veulent offrir l’immunité à Casey Anthony en échange d’informations sur la disparition de Caylee[réf. nécessaire]. Les rumeurs sont démenties du côté des procureurs. Ils sont également en mesure de recueillir de l’ADN de Caylee, mais rien n'indique si cela a été fait à partir de la valise ou de la voiture de Casey. Casey Anthony est formellement accusée de négligence envers son enfant et d’un autre chef d’infraction pour méfait. Mandat de perquisition à la main, des investigateurs légaux se rendent au domicile de la famille Anthony pour recueillir des vêtements appartenant à Casey. George Anthony révèle que Casey avait bel et bien volé des bidons d’essence qui se trouvaient dans le garage tandis que Cindy Anthony admet avoir reçu des menaces de mort par téléphone, courriel et lettre postale. Des sources proche de l’enquête révèlent que les investigateurs ont passé au peigne fin le registre des appels du téléphone cellulaire de Casey Anthony et n’ont trouvé aucun appel ou message texte envoyé à ou reçu par quiconque au nom de Zenaida Hernandez-Gonzalez. Casey refuse de voir son frère lorsqu’il arrive pour une visite déjà prévue. L’avocat de Casey Anthony envoie une deuxième requête afin de baisser la caution de sa cliente. WFTV.com rapporte que les investigateurs suspectent que Caylee s’est peut-être noyée dans la piscine familiale le 16 juin. Également, d’autres tests sont en cours[Quand ?] pour déterminer s’il y a des preuves de décomposition dans la voiture de Casey. Des supporters et gens de la communauté se rendent à une veillée pour Caylee Anthony,. 
Casey refuse de voir ses parents lors d’une visite prévue auparavant. La requête pour baisser la caution de Casey est à nouveau rejetée. Lee Anthony annule sa visite en prison. George Anthony s’adresse aux médias et leur fait part du fait qu’il est certain que Caylee a été enlevée. Une voyante annonce qu’elle aidera à retrouver Caylee Anthony[réf. nécessaire]. Casey accepte finalement la visite de ses parents ; l’avocat Baez demande une comparution afin d’obtenir plus d’informations sur la brigade de chiens qui ont été utilisés dans les recherches. Leonard Padilla, de Sacramento, qui a suivi le cas de près, se rend en Floride pour payer la caution de 500 000 $ affirmant que, selon lui, Caylee ne peut être retrouvée aussi longtemps que Casey sera derrière les barreaux. La caution est payée les 20 et 21 août 2008, et Casey Anthony est libérée de prison vers 10 h 30. Les procureurs publient plus de 400 pages de documents de cour sur le cas. Le député Anthony Rusciano est remercié de ses services après avoir menti à propos de ses relations avec Casey Anthony.
L’Université du Tennessee remet aux investigateurs les résultats du test laboratoire des échantillons d’air ayant été prélevés dans la voiture de Casey Anthony,. Les résultats démontrent qu’un corps humain en décomposition fut à l’intérieur de la valise. Selon les sources proches de l’investigation, les tests d’ADN réalisés à partir d’une tache et d’échantillons de cheveux trouvés dans la valise de la voiture de Casey Anthony indiquent que Caylee est décédée. Casey Anthony est de retour en prison après qu'elle a été arrêtée pour trois autres charges d'accusation : émission de biens falsifiés, utilisation frauduleuse d’informations personnelles et larcin. L’agent de caution révoque la caution de Casey Anthony. Six charges additionnelles sont portées contre Casey, soit deux chefs (pour chaque) d’utilisation frauduleuse d’identification personnelle, d'émission d’un chèque falsifié et de larcin. Le bureau du Shérif d’Orange County émet des enregistrements audio de leurs premières entrevues avec Casey Anthony. Les investigateurs publient également des copies des documents de charges dans le cas criminel contre Casey Anthony. Il est également révélé que la famille Anthony refuse de se soumettre à un test de détecteur de mensonges offert par le FBI et les autorités locales,.
En septembre 2008, Casey Anthony est de retour en prison une fois de plus. Elle se rend elle-même à la police pour avoir falsifié un chèque, utilisé de façon frauduleuse une identité et pour larcin. Malgré les nouvelles charges pesant contre elle, Casey est libérée à nouveau, mais cette fois la caution est de 1 250 $. Les manifestations contre la famille Anthony tournent au pire lorsque des manifestants commencent à lancer des cailloux et des pièces de monnaie sur la maison. Les autorités sont alertées et l’instauration d’un couvre-feu dans le voisinage est demandée. Le bureau de l’avocat général de l’État de Orange Osceola publie 591 pages de preuves découvertes dans le cas de Casey Anthony. Le bureau du Shérif d’Orange County publie d’autres entretiens audio concernant l'affaire ; lors des entretiens, Lee Anthony, Jesse Grund (ex-fiancé de Casey) et Anthony Lazzaro (petit ami de l’époque) répondent aux questions des enquêteurs sur Casey Anthony et ses actions durant les mois et semaines ayant précédé son arrestation pour négligence envers son enfant. Un rapport légal sur l’analyse de l’ordinateur de Casey Anthony révèle que quelqu’un avait regardé des sites d’enfants disparus bien avant la disparition de Caylee. Une image avait également été enregistrée sur l’ordinateur, photo d’une petite fille ressemblant à Caylee. ID publie également des copies des messages texte, donnant un aperçu explicite de la vie de Casey Anthony ainsi que de la chaîne de mensonges qu’elle a beaucoup travaillée pour la rendre plausible. Jose Baez plaide non coupable au nom de sa cliente en réponse aux charges de fraude de chèque. Au bureau du shérif, on change le statut de Casey Anthony de « personne d’intérêt » à « suspect » dans la disparition de sa fille de deux ans, Caylee Anthony. Les investigateurs publient les documents de fraude et une vidéo d’une caméra de surveillance montrant Casey Anthony utiliser des chèques volés dans différents magasins et en déposer un à la Bank of America. Les procureurs ayant assez de preuves légales contre Casey Anthony, ils demandent à un grand jury de se prononcer pour inculper cette dernière du meurtre de sa fille. On apprend également que Cindy et George ont fourni des échantillons d’ADN volontairement, de même que Lee, qui avait toutefois refusé a priori. Les investigateurs sont convaincus que Caylee a été assassinée le ou autour du 17 juin. Le registre téléphonique du portable de Casey Anthony démontre que cette dernière avait ses occupations habituelles du 16 au 18 juin.

### Procès
Le grand jury s’accorde sur sept chefs de mise en accusation contre Casey Anthony : 
1. meurtre au premier degré (peine de mort),
2. maltraitance d’enfant aggravée,
3. homicide aggravé d’un enfant,
4. quatre chefs d'accusation pour avoir donné de fausses informations à un officier des forces de l’ordre.

Casey Anthony se présente devant la cour présidée par le juge John Jordan, initialement pour le meurtre de sa fille. Elle ne dit rien durant l’audience qui dure moins de deux minutes. Le Juge lui lit les charges retenues contre elle et ordonne qu’elle soit détenue sans possibilité de libération sous caution. Cindy Anthony parle sur les ondes de NBC et affirme connaître sa fille et que, selon elle, Casey était une bonne mère et qu’elle n’aurait jamais fait de mal à Caylee. Texas EquuSearch (en) annonce que les recherches pour retrouver le corps de la petite Caylee Anthony se termineront le 8 novembre. Comme elle a déjà fait un plaidoyer de non-culpabilité écrit, Casey Anthony n’est pas tenue d’assister à l’audience. 1 700 pages de nouvelles preuves sont publiées. Après plusieurs semaines de recherches intenses, les recherches pour retrouver le corps de la petite Caylee Anthony sont abandonnées.
Mark NeJame, l’avocat qui représentait George et Cindy Anthony, donne sa démission. Une motion pour limiter l’information donnée au public est retenue par le juge Stan Strickland. 700 documents de découvertes additionnels sont publiés dans cette affaire. Les documents démontrent que quelqu’un a utilisé un ordinateur accessible à Casey Anthony pour y faire des recherches troublantes sur Internet. Des restes d’un enfant humain sont retrouvés près du domicile des Anthony. Du duct tape est retrouvé sur le crâne ainsi que le sac poubelle. Les objets sont comparés à ceux retrouvés dans la voiture de Casey Anthony. On ne confirme pas encore qu’il s’agit des restes de Caylee Anthony. Une fouille du domicile des Anthony est entreprise. Les enquêteurs menant la fouille ont sorti assez d’objets pour remplir au moins trois véhicules. La défense de Casey se voit refuser l’accès à l’autopsie pratiquée sur les restes de squelette de l’enfant. Les autorités publient l’appel au 911 concernant la découverte du crâne. Jose Baez, l’avocat en chef pour Casey Anthony, rassemble une équipe chevronnée d’avocats de la défense et d’experts légaux pour le procès de meurtre au premier degré de sa cliente. Le juge Stan Strickland continue la demande d’autopsie après avoir entendu des arguments des deux côtés. Il indique à la défense qu’elle ne peut y assister à cause du risque d'interférence avec l'enquête sur le meurtre. Du côté du shérif, on indique à la défense qu’on ne peut lui fournir qu’une sélection limitée des photos ayant été prises sur la scène du crime. Durant une conférence de presse, on annonce que les travailleurs ayant découvert le crâne avaient déjà contacté les autorités les 11, 12 et 13 août pour leur fournir des pistes dans cette affaire. Le docteur Jan Garavaglia annonce avec regret que les restes humains découverts le 11 décembre appartiennent bien à la petite Caylee Anthony. Le même jour, Jose Baez tient une autre conférence de presse durant laquelle il affirme être en colère contre le bureau du shérif, plus particulièrement à cause de la manière dont sa cliente a appris que les restes avaient été identifiés comme étant ceux de Caylee.

### Verdict
Le 5 juillet 2011, après moins de 24 heures de délibération, le jury, composé de sept femmes et cinq hommes dépose son verdict : Casey Marie Anthony est reconnue non coupable de meurtre au premier degré, non coupable d'abus grave sur enfant, non coupable d'avoir maltraité Caylee Marie Anthony et coupable sur quatre chefs d'accusation pour avoir menti aux forces de l'ordre.

## Suites

### Commémorations

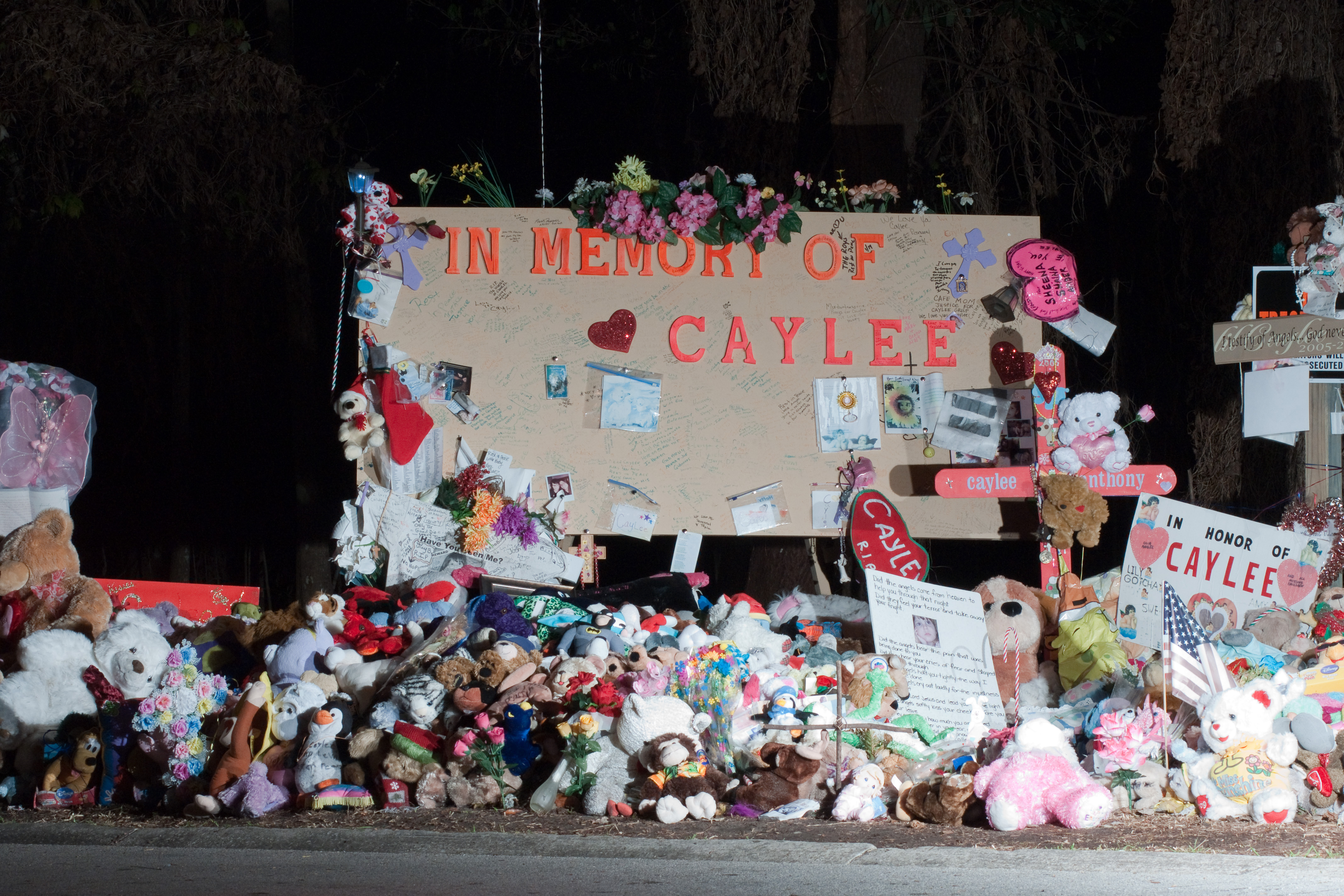
Mémorial de la petite Caylee Anthony proche de l'endroit où son cadavre a été retrouvé.

Plusieurs artistes ont composé des chansons à la mémoire de Caylee Anthony, souvent appelées « Caylee's Song » (« chanson de Caylee »).

### Loi Caylee
L'affaire Caylee Anthony a soulevé une tempête médiatique aux États-Unis, et Casey Anthony, sa mère, a été fortement critiquée pour ne pas avoir informé les autorités de la disparition ou de la mort de son enfant. Une pétition demandant que les parents soient obligés de prévenir les autorités en pareil cas a notamment recueilli 1 261 130 signatures électroniques. 
Des projets de loi ont alors été mis en chantier pour rendre obligatoire pour les parents de prévenir les autorités en cas de disparition ou de mort de leur enfant, en faisant de l'absence d'une telle déclaration par les parents ou le tuteur un crime punissable par la loi. Des lois ont ainsi été votées en ce sens au Connecticut, en Floride, dans l'Illinois, en Louisiane, au New Jersey, et il est prévu d'en proposer dans d'autres États. Des critiques ont été apportées à ces différentes lois, considérées par certains comme contraires au cinquième amendement, qui ne permet pas qu'une personne puisse témoigner contre elle-même (« nul ne pourra, dans une affaire criminelle, être obligé de témoigner contre lui-même »).